# 天文年代学
天文年代学（てんもんねんだいがく、Astronomical chronologyまたはastronomical dating）は、天文学的現象に関連した出来事や遺物の年代を特定する専門的手法である。天文現象の記述を含む歴史的事件の文字記録は古代オリエントの年代学を明らかにするのに大いに役立ってきた。恒星や惑星の配置を描いた美術品や天体が特定の時に昇るまたは沈む方向に向けて立てられた建物は全て天文学的計算によって年代が特定された。

## 歴史的事件の年代特定
天文現象の記述を歴史的事件の年代特定へ利用することは、歴史上人本主義関心が再興した時代であり天文表がどんどん精密になってきた時代でもある16世紀に始まった。とりわけ蝕はそれほど頻繁ではない事象であり精密な年代特定が可能である。詳細さが精密でなく記述が曖昧なままであった場合は、蝕が何月に起こったかや他の恒星・惑星の位置など別の細目を利用してその特定の蝕がいつのものだったかを特定できる。
天文学的年代特定は、他の歴史的解釈の形態と同じように、今までに残された文字記録の解釈に注意が必要である。ジョン・スティールは事件の年代を特定する際に自問すべき3つの質問を提案している：その記録は実際の天文学的事象を反映しているのかそれとも現代における仮説に過ぎないのか？　もしそれが実際の天文学的事象を反映しているのなら、情報源は信頼できるのか？　その記録は古代の天文観測技術について根拠のない仮説を立てることなく疑いの余地のない年代をもたらすのか？
バビロニア天文日誌は全ての目に見える惑星の位置（しばしば特定の恒星との関係について）の詳細で明白な記述をもたらし、その記述によって正確な日付が得られたものにはガウガメラの戦いにおいてダレイオス3世がアレクサンドロス3世に敗北したのが紀元前331年10月1日であることやその後アレクサンドロス3世が死亡したのが紀元前323年6月11日であることなどがある。
この方法が成功するかどうかは記された資料の信頼性とそれら天文現象報告の正確性に依拠しているため、天文学的事象を漠然とさらには暗喩として記載している文章の日付を判定しようとした研究者たちの結論は、正確に見えはするが根拠のない憶測を基にしているがために幅広い支持は得られないできた。例えばプレアデス星団が「真東から」昇ってきたと記してあるヴェーダ文書の年代を、プレアデスが実際に「厳密な」真東から昇ってきていた紀元前2300年頃であると推定することは、詩的表現は必ずしも正確な天文学的観察を反映したものである必要はないという事実によって複雑なものとなり、そのうえ歳差は非常に緩慢な過程であり東から昇る恒星の方位角をほんの少ししか変化させない。

## 遺物による年代特定

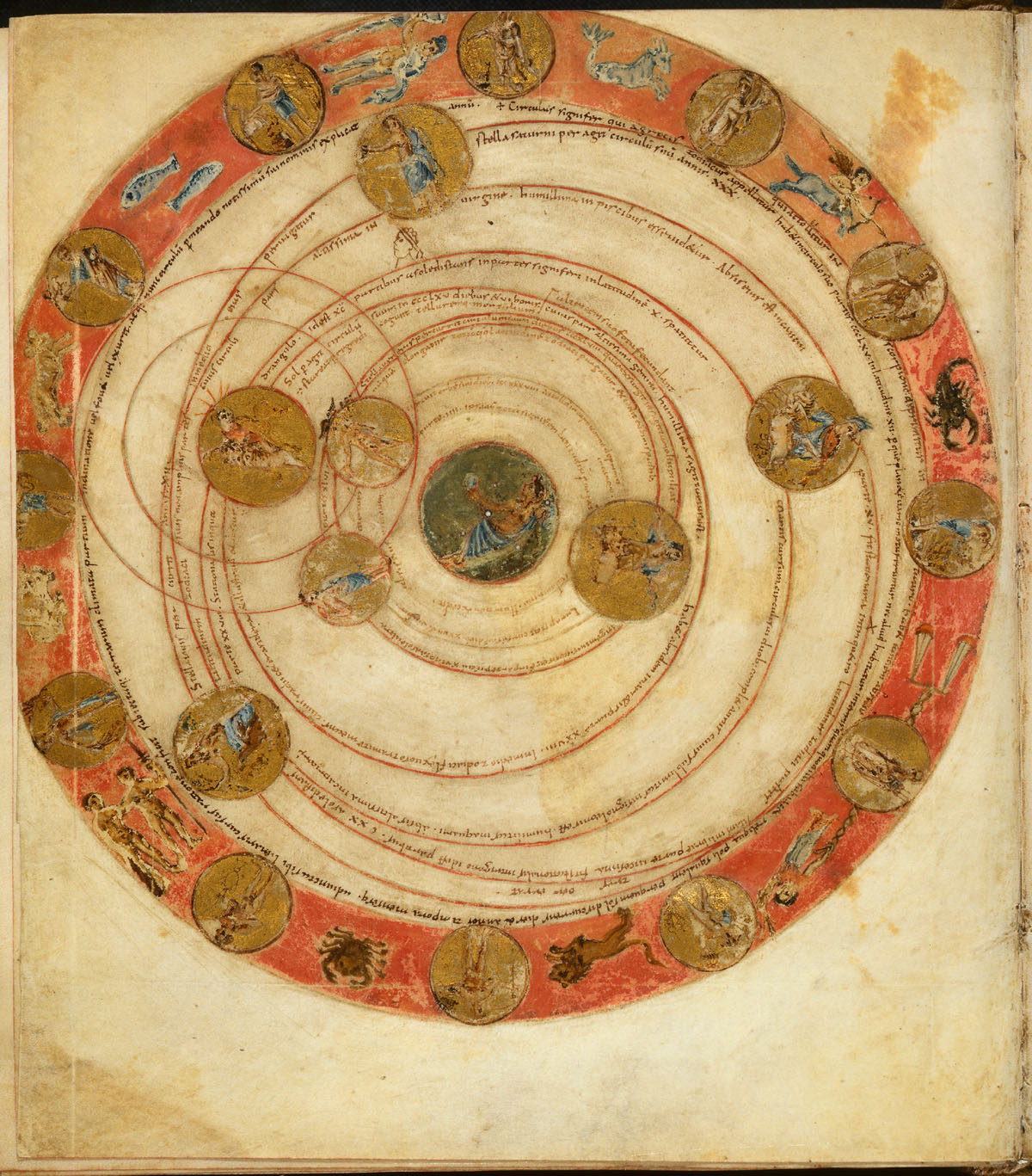
816年3月18日の7つの惑星の位置を示す9世紀の図

遺物の中で最も簡単に天文学的技術によって年代特定が可能なのは、特定時点での天体の位置を描写したものである。天体の運行は全て異なる周期で行われるため、全ての惑星と太陽と月が黄道帯の同じ宮に位置するのには何百年もかかる。±15° の範囲内での天体の位置（すなわち1つの宮におさまる）でこれら7つの天体が同じ配置に戻ってくるだけでおよそ3700年かかる。特筆すべきものとしてある中世の装飾写本に関わる例があり、そこに描かれていた7つの天体の位置は816年3月18日のものであったが、それはこの写本が書かれた時代と一致するものだった。この推定は、この挿絵がより初期の古典描写中の天体位置の複製ではない事を示した。急速に動く月は正確な時間に対する最も鋭敏な指標となる：もしも 1° 以内で月の位置を指示することができるなら、その図の時刻は1時間以内の精度で計算できる。

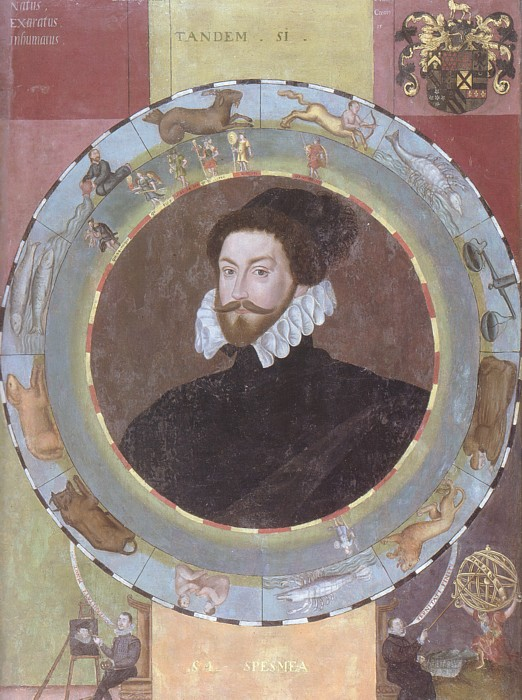
クリストファー・ハットンの肖像画。ハットンを囲む円の外周に黄道帯の12宮が、内周に神々の姿で7つの惑星とその位置が表されている。

この手法の際だった例はクリストファー・ハットン（1540年 - 1591年）の占星術的肖像画であり、その肖像画には7つの惑星（古典的な意味では太陽・月も惑星に含まれる）の黄道帯での位置が記され、太陽側にあるため実測できず計算によって算出された惑星位置は図象直下の円弧上に注釈されていた。ここで、年代特定誤差の最大の要因は16世紀天文学計算の不確実性である。結果、この日時は1581年12月12日正午ごろと特定された。

## 建築物の方位による年代特定
さらに議論を呼ぶ天文考古学的取り組みが建築物の年代特定に用いられてきたが、それらの建築物はその方位を測定し、過去においてある特定の天体（太陽もしくは選択された恒星のどちらか）が測定された方位角で昇ってくるまたは沈む時を計算した結果、天文学的信念に基づいてその建築物の方位が決定されていると考えられてきたものである。天文学者のノーマン・ロッキャーはこの手法をストーンヘンジに対して用い、計測したストーンヘンジの通り道の方位を至点（夏至・冬至）での日の出の位置（これは地球の赤道傾斜角の変化に伴ってゆっくり変化する）と比較した。考古学者F. C. ペンローズは同様の手法を古代ギリシャの寺院に適用し、寺院の方位と歳差運動のために緩慢に変化する恒星の地平線への出現位置とを関連させることにより、寺院の建造年代を推定しようとした。
これらの年代は歴史的に認められている年代と大きな差異があるため、建築家で考古学者のウィリアム・ベル・ディンズムーアは、赤道傾斜角のゆっくりとした変化や特定の方位角で昇ってくる恒星を恣意的に選択して関係させられた石柱列によって確立された年代に疑念を抱くようになった。代替案として彼は、ギリシャ寺院の建設年代、特定の寺院に関連する祭典、ギリシャ太陰太陽暦の性質に関係する歴史的記録から既に知られているものを利用する手法を提案した。ギリシャ太陰太陽暦における祭典の日程は太陽暦で8年または19年ごとに同じ日付を繰り返すだけなので、ディンズムーアは特定の寺院と結びついた祭典を見つけ出し、歴史的に記録されている建設日間近で祭典の日に寺院の石柱列に沿って太陽が昇る正確な年を特定することができた。

## 参照
- Neugebaer, Otto.  A History of Ancient Mathematical Astronomy, (3 vols).  New York: Springer, 1975.  Vol. 3, pp. 1071–1076 provides a brief introduction to astronomical chronology.